# Байагантайский 2-й наслег
Байагантайский 2-й наслег (до 2023 года - Тит-Арынский наслег) — сельское поселение в Усть-Алданском улусе Якутии Российской Федерации.
Административный центр — село Тит-Ары.

## История
Статус и границы сельского поселения установлены Законом Республики Саха (Якутия) от 30 ноября 2004 года N 173-З N 353-III «Об установлении границ и о наделении статусом городского и сельского поселений муниципальных образований Республики Саха (Якутия)».

## Население
| 2002 | 2010 | 2011 | 2012 | 2013 | 2014 | 2015 | 2016 | 2017 |
| ---- | ---- | ---- | ---- | ---- | ---- | ---- | ---- | ---- |
| 298  | ↘288 | →288 | ↗290 | ↘274 | ↗276 | ↘270 | ↗276 | ↘274 |
| 2018 | 2019 | 2020 | 2021 |      |      |      |      |      |
| ↗275 | ↗281 | ↘280 | ↗282 |      |      |      |      |      |

## Состав сельского поселения
| № | Населённый пункт | Тип населённого пункта       | Население |
| - | ---------------- | ---------------------------- | --------- |
| 1 | Тит-Ары          | село, административный центр | ↗282      |